# Cardero Park
Cardero Park är en park i staden Vancouver i British Columbia i Kanada. Den ligger intill vattnet vid viken Burrard Inlet nära stadens centrum.